# Ain't Misbehavin'
Ain't Misbehavin' es el primer EP de la banda británica de hard rock y heavy metal UFO, publicado en 1986 por el sello Metal Blade para los Estados Unidos y por Revolver para el Reino Unido. Fue grabado en 1986, luego de culminar la gira estadounidense en promoción del álbum Misdemeanor de 1985.
Luego de su publicación Phil Mogg decidió separar el grupo por segunda vez, tras los malos resultados comerciales de este EP y del álbum anterior y por no sentirse a gusto con el trabajo de sus nuevos integrantes.

## Lista de canciones
| N.º | Título                            | Escritor(es)                   | Duración |  |
| 1.  | «Between a Rock and a Hard Place» | Mogg, McClendon                | 3:37     |  |
| 2.  | «Another Saturday Night»          | Mogg, Gray                     | 4:39     |  |
| 3.  | «At War with the World»           | Mogg, McClendon                | 3:03     |  |
| 4.  | «Hunger in the Night»             | Mogg, McClendon, Gray          | 4:10     |  |
| 5.  | «Easy Money»                      | Mogg, McClendon                | 3:37     |  |
| 6.  | «Rock Boyz, Rock»                 | Mogg, McClandon, Gray, Simpson | 3:19     |  |
| 7.  | «Lonely Cities (Of the Heart)»    | Mogg, McClendon                | 4:16     |  |

## Músicos
- Phil Mogg: voz
- Tommy McClendon: guitarra eléctrica
- Paul Gray: bajo
- Jim Simpson: batería